# Damião de Góis
Pour les articles homonymes, voir Gois.
Damião de Góis est un philosophe portugais né le 2 février 1502 à Alenquer et décédé le 30 janvier 1574, apparemment dans la même ville. Figure sans égal de la Renaissance portugaise, historien et philosophe humaniste de premier plan. Il avait un esprit encyclopédique et fut un des plus grands esprits critiques de son temps. Il fut un véritable trait d'union entre le Portugal et l'Europe savante du XVIe siècle. Il a notamment rencontré Sebastian Münster, Érasme, Giovanni Battista Ramusio, Philippe Melanchthon et Martin Luther. Il fut également ami de João de Barros et André de Resende.

## Vie
Damião de Góis est issu d'une famille noble. Il descend de Nicolau de Limi, noble flamand établi au Portugal. Son grand-père, Gomes Dias de Góis, était dans l'entourage de Henri le Navigateur. Son père, Rui Dias de Góis était un almoxarife et le protégé du duc d'Aveiro et sa mère est la quatrième épouse de Rui, Isabel Gomes de Limi. Après la mort de son père, Damião de Góis passe 10 années durant son enfance comme valet de chambre de Manuel Ier. En 1523, Jean III le fait secrétaire du comptoir portugais d'Anvers, faveur accordée en raison de son ascendance flamande.
Il a réalisé plusieurs missions diplomatiques et commerciales en Europe entre 1528 et 1531. Il voyage notamment en Pologne, Lituanie, Danemark, Allemagne, Suède, France, Italie. En 1533, il abandonne ses fonctions au service du gouvernement portugais pour se consacrer exclusivement à ses objectifs humanistes. Il devient un ami intime d'Érasme, avec qui il vit à Bâle et 1534 et qui le guide dans ses études aussi bien que dans ses écrits. Il étudie à Padoue en 1534 et 1538, à la même époque que les humanistes italiens Pietro Bembo et Lazaro Buonamici. Peu après, il se fixe à Louvain pendant six ans.
Damião de Góis est emprisonné lors de la quatrième guerre entre François Ier et Charles Quint, mais libéré sur intervention de Jean III, qui le fait revenir au Portugal. En 1548, il est nommé conservateur des Archives royales de Torre do Tombo. Dix ans plus tard, Henri Ier le choisit pour rédiger la chronique du règne de Manuel Ier. Cette dernière est achevée en 1567.
Son fameux Fides, religio, moresque Aethiopum (1540) connait une grande diffusion dans toute l'Europe, que ce soit dans les cercles catholiques ou protestants. Il est publié à Paris-1541, Louvain-1544, Leyde-1561, et Cologne-1574. Cependant, ce travail déplaît à quelques familles nobles. Il a notamment été critiqué par le très puissant cardinal Henri Ier de Portugal qui, en tant que Grand inquisiteur de l'Inquisition portugaise, interdit sa publication au Portugal. L'ordre jésuite s'est également montré très critique et le supérieur Simão Rodrigues accuse Damião de Góis de luthéranisme, avant que l'Inquisition ne le fasse à son tour. En 1571, Damião de Góis tombe ainsi entre les mains du Saint-Office. Brutalement, il est emprisonné, jugé et transféré au monastère de Batalha, libre mais malade. Sa mort est tragique. Abandonné par sa famille, il est retrouvé mort, dans des conditions mystérieuses, dans sa maison d'Alenquer, le 30 janvier 1574. Il est enterré à l'église Saint-Marie de Várzea du même village. Il laisse huit fils.
Ses principales œuvres en latin et portugais sont des études historiques. Elles comprennent une Crónica do Felicíssimo Rei Dom Emanuel (quatre parties, 1566-67) et la Crónica do Príncipe Dom João (1567). Il a également composé quelques pièces de musique et possédait une collection de peintures.
À l'inverse de son contemporain Jean de Barros, il conserve une position neutre dans ses œuvres concernant le roi Manuel Ier et de son fils le prince Jean, le futur Jean III de Portugal.

## Œuvres
Il a traduit plusieurs œuvres latines en portugais, notamment le Cato Maior de Senectute de Cicéron. Góis a traduit du latin un opuscule concernant l'ambassade du métropolite d'Éthiopie Mateus, envoyé par le Negusse Negest Dawit II, intitulé Legatio Magni Indorum Imperatoris Presbyteri Ioannis. Ce dernier travail comprend également la fameuse lettre du Royaume du prêtre Jean (1509) écrite par l'impératrice Hélène d'Éthiopie, épouse de Zara Yacoub, Fides, religio, moresque sub imperio Pretiosi Ioannis et une Confessio illorum fidei. Parmi ses écrits, on compte également une description de la vie du peuple Saami. Son œuvre majeure est Chrónica do Felicíssimo Rey D. Emanuel da Gloriosa Memória (1566-1567), rédigé à Lisbonne, et où il relate avec une authentique indignation le massacre des « nouveaux chrétiens » à Lisbonne en 1506.

## Langue de Damião de Góis
Au XVIe siècle, l'intérêt pour l'étude du latin classique, retrouvé par la Renaissance, induit les auteurs à latiniser l'orthographe de la langue vernaculaire, qui n'était en effet pas encore formellement fixée. Damião de Góis, est un des auteurs qui illustrent le mieux ce mouvement (d'autres sont André de Resende et João de Barros). Ainsi, le démonstratif portugais esse figure, dans les œuvres de Damião de Góis, dans l'orthographe epse, qui rappelle le latin ipso dont il est issu.